# Little Coates
Little Coates – dzielnica miasta Grimsby, w Anglii, w Lincolnshire, w dystrykcie (unitary authority) North East Lincolnshire. W 1921 roku civil parish liczyła 2768 mieszkańców. Little Coates jest wspomniana w Domesday Book (1086) jako Sudcotes.